# Райсдорф (комуна)
Райсдорф (люксемб. Reisduerf, фр. Reisdorf, нім. Reisdorf) — комуна Люксембургу. Входить до складу кантону Дикірх в окрузі Дикірх.

## Географія
Площа території комуни становить 14,84 км² (87-е місце за цим показником серед 116 комун Люксембургу).
Висота найвищої точки комуни над рівнем моря складає 406 метрів (52-е місце за цим показником серед комун країни), найнижчої — 175 метрів (18-е місце).

## Демографія
Станом на 2011 рік на території комуни мешкало 1 058 ос.
Динаміка чисельності населення:

## Адміністративний поділ
До складу комуни входять такі поселення:
| Поселення       | Населення за даними переписів: | Населення за даними переписів: | Населення за даними переписів: |
| Поселення       | на 31.03.1981                  | на 01.03.1991                  | на 15.02.2001                  |
| --------------- | ------------------------------ | ------------------------------ | ------------------------------ |
| Бігельбах       | 67                             | 72                             | 77                             |
| Хесдорф         | 92                             | 76                             | 102                            |
| Райсдорф        | 323                            | 326                            | 479                            |
| Валлендорф-Понт | 61                             | 57                             | 83                             |